# Dixième amendement de la Constitution des États-Unis
Le 10e amendement de la Constitution des États-Unis d'Amérique fait partie de la Déclaration des droits (Bill of Rights). Il explique que les compétences non explicitement accordées au gouvernement fédéral (et non interdites aux États) sont du ressort des États ou du peuple.

## Texte
Le texte du dixième amendement est le suivant :
« The powers not delegated to the United States by the Constitution, nor prohibited by it to the States, are reserved to the States respectively, or to the people. »
« Les pouvoirs non délégués aux États-Unis par la Constitution, ni prohibés aux États, sont réservés aux États respectivement, ou au peuple. »

## Histoire
Après la ratification de la Constitution, certains voulaient ajouter un amendement similaire limitant la délégation des pouvoirs du gouvernement fédéral, soit en protégeant le droit des États, selon les principes du fédéralisme.
Le dixième amendement a pour objectif de limiter les pouvoirs du gouvernement fédéral.

## Campagne politique de 2009
En 2009, quelques mois après l'élection de Barack Obama, 37 États ont introduit des résolutions demandant le « respect » du dixième amendement. En mai 2009, cinq États conservateurs, par leurs législatures ou leurs gouverneurs avaient voté ces résolutions : l'Alaska, l'Idaho, le Dakota du Nord, le Dakota du Sud, l'Oklahoma.
Des exemples montrent que tous les États américains peuvent entre autres disposer de plus de pouvoir que le gouvernement fédéral, tels que le Montana et le Tennessee, qui ont passé des lois exemptant leurs citoyens des lois fédérales concernant le contrôle des armes à feu, et l'État de l'Arizona qui a proposé un amendement constitutionnel (qui serait voté en 2010) qui annulerait le système de santé fédéral dans cet État.[réf. nécessaire]
Le 23 juin 2009, le gouverneur du Tennessee, Phil Bredesen, est le premier gouverneur à signer une résolution « exhortant le Congrès à reconnaître la souveraineté du Tennessee en vertu du dixième amendement de la Constitution.» Le 10 juillet 2009, Sarah Palin, alors gouverneur de l'Alaska, a signé une résolution similaire en faveur du droit de l'Alaska d'agir indépendamment du gouvernement fédéral[réf. nécessaire].